# Johnny Perkins
(en) Statistiques sur pro-football-reference
Johnny Perkins est un joueur américain de football américain. Il est né le 21 avril 1953 à Franklin et il est mort le 25 avril 2007 à Fort Worth.